# De Koe (Heesselt)

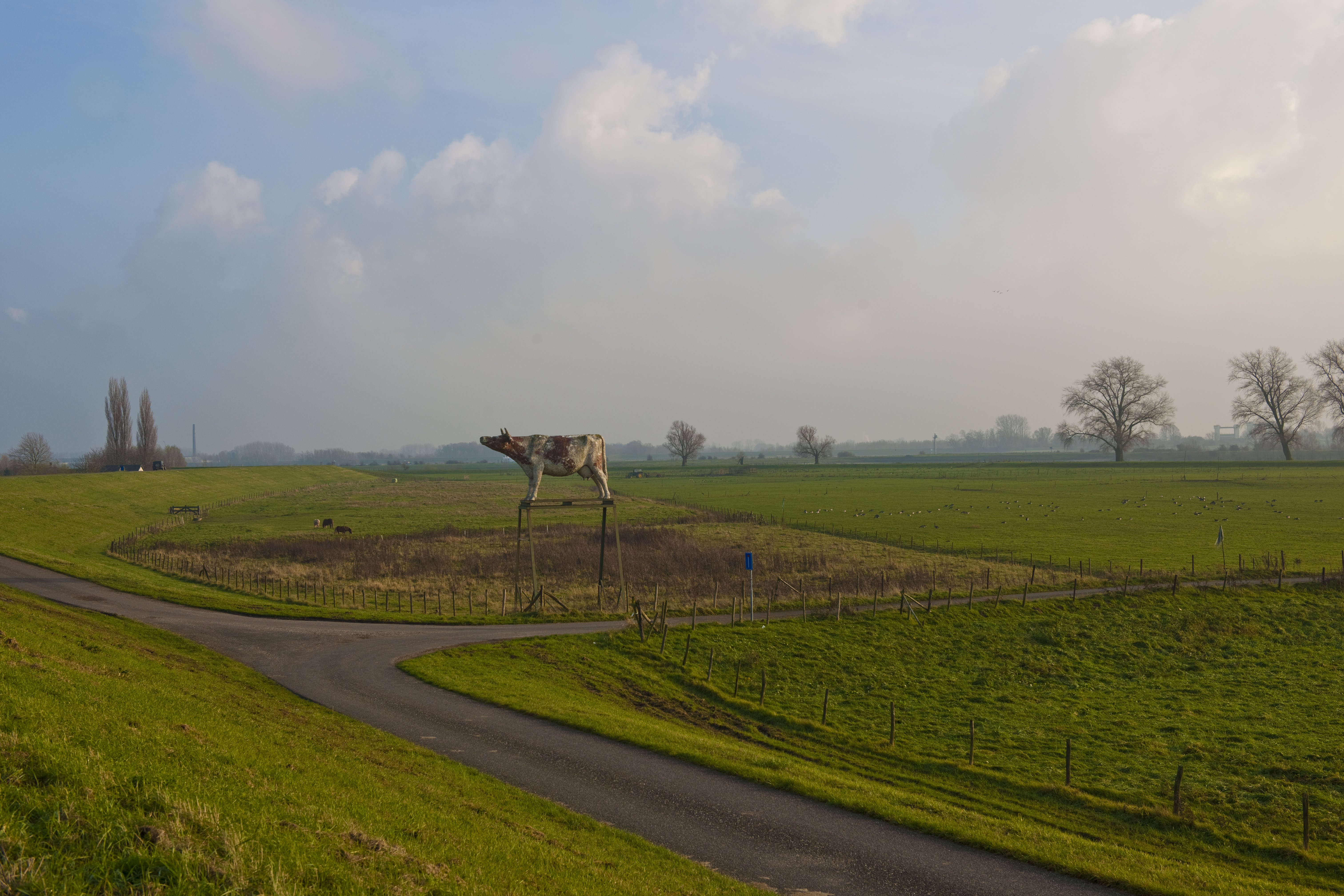
De oude koe in de uiterwaarden

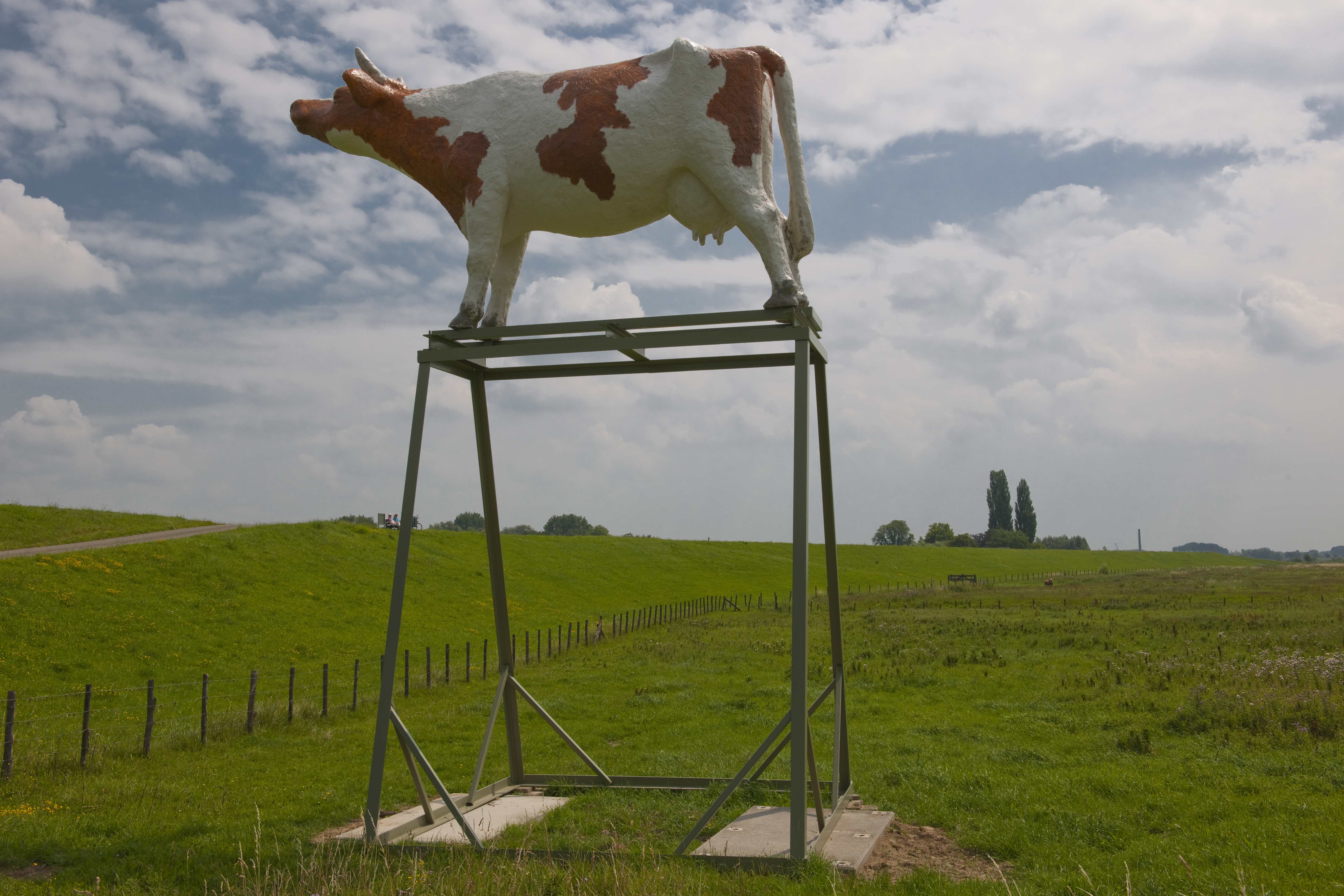
De nieuwe koe

De Koe is een kunstwerk van de Nederlandse beeldend kunstenaar Gerry van der Velden in het Betuwse dijkdorp Heesselt. Heesselt ligt aan de Waal in de gemeente West Betuwe, in de Nederlandse provincie Gelderland. Het beeld staat in de bocht van de Waalbandijk bij de steenfabriek. 
Het beeld van een roodbonte koe was eigenlijk een ludieke uiting van protest tegen de plannen van Rijkswaterstaat om het natuurontwikkelingsgebied de Heesseltsche Uiterwaarden ingrijpend te gaan herinrichten. Om het land achter de dijken beter te beschermen tegen hoogwater en om nieuwe natuur te verkrijgen, wordt het overwegend agrarische gebied opnieuw ingericht. Tegenstanders vinden de nieuwe natuur helemaal niet nodig en willen dat het uiterwaardenlandschap blijft zoals het is. Als protest plaatste de Kunststichting Neerijnen in 2003 de metershoge koe in de uiterwaarden. Rijkswaterstaat heeft nadien de plannen in overleg met de bevolking aangepast. 
Het oorspronkelijke kunstwerk was gemaakt van gips en glasvezel en was bedoeld als een tijdelijke actie. Toen het door de natuur was aangetast en de tijdelijke vergunning was verlopen, liet de gemeente Neerijnen weten dat het moest verdwijnen. Tijdens een bijeenkomst van de Vrienden van de oude toren, die geld bijeen wilden brengen voor het uurwerk van de Dikke toren in Varik, kwam De Koe aan de orde en werd de Stichting Behoud van de Koe opgericht. 
De stichting  wilde de koe graag in brons laten gieten. Hiervoor heeft zij sponsors gezocht, een kunstveiling gehouden tijdens het Tielse fruitcorso van 2010, en honderden miniaturen van de koe verkocht. Een bronzen beeld bleek echter niet haalbaar omdat dat te duur en te zwaar zou worden. In plaats daarvan kwam er een koe van kunststof waarop de kleuren van het roodbont weer duidelijk uitkomen. Deze is op 18 juni 2011 onthuld door wethouder Jan Koedam, onder begeleiding van muziek van koehoorns en koebellen. Koe Antonia mag nu op haar plek blijven staan. 
Aan de dijk is een plaquette met een gedicht van Koos van Zomeren geplaatst:
Doe maar gewoon
Doe mij maar een gewone koe
in een gewone uiterwaard
aan het gewone water van de Waal.
Doe mij het licht van vroeger maar,
een boer die als een wilg geworteld is,
en als het even kan o Heer,
die fietser nog een keer, die ene fietser op zijn Fongers
op de dijk.